# Младен Крстајић
Младен Крстајић (Зеница, 4. март 1974) бивши је српски фудбалер а садашњи фудбалски тренер.

## Клупска каријера
Крстајић је поникао у млађим категоријама Челика из Зенице (1984–1992), а у јеку ратних сукоба 1992. године долази у Кикинду. Као сениорски фудбалер је дебитовао у Сенти одакле након пола године прелази у ОФК Кикинду, која је у то време била члан Прве Б лиге.
Након запажених партија у дресу Кикинде, интересовање за њега су показали Партизан и Црвена звезда. Крстајић се одлучио за Партизан, клуб за који је навијао. Ускоро постаје првотимац "црно-белих" и игра на позицији левог бека, а касније прелази на позицију штопера. С Партизаном осваја три титуле првака (1995/96, 1996/97, 1998/99) и један национални куп (1997/98). Из тог периода остала је упамћена његова партија против Ријеке у квалификацијама за Лигу шампиона 1999/00, када је са два гола донео победу Партизану од 3:1.
У лето 2000. године Крстајић добија позив из Немачке и прелази у Вердер Бремен где са успехом наступа четири сезоне а у сезони 2003/04. осваја са тимом из Бремена „дуплу круну“ (Бундеслигу и немачки Куп). Већ наредне сезоне постаје члан Шалкеа за који наступа наредних пет сезона и постаје капитен. За све време проведено у Немачкој, Крстајић је изградио статус једног од најбољих одбрамбених играча Бундеслиге.
У јуну 2009. се вратио у Партизан. У првој сезони са клубом је освојио још једну титулу првака, док је у другој освојио „дуплу круну“ (првенство и куп) и изборио пласман у групну фазу Лиге шампиона.

## Репрезентација
За репрезентацију СРЈ, СЦГ и Србије је одиграо 59 утакмица и постигао два гола. Дебитовао је 5. септембра 1999. у квалификацијама за ЕП 2000 против БЈР Македоније (3:1) у Београду. У квалификацијама за СП 2006 био је стандардни члан „чувене одбрамбене четворке“ (Немања Видић, Младен Крстајић, Горан Гавранчић и Ивица Драгутиновић) која је у квалификацијама примила само један погодак.
Након неуспеха репрезентације Србије и Црне Горе на СП 2006, најавио је повлачење из репрезентације, али је на наговор председника ФСС Звездана Терзића и селектора Хавијер Клементеа, пристао да помогне новоформираној репрезентацији Србије у квалификацијама за ЕП 2008, а потом је одиграо и неколико сусрета у квалификацијама за Светско првенство 2010. у Јужној Африци.

### Голови за репрезентацију
| #  | Датум              | Место    | Противник           | Гол | Резултат | Такмичење                                |
| -- | ------------------ | -------- | ------------------- | --- | -------- | ---------------------------------------- |
| 1. | 1. септембар 2001. | Базел    | Швајцарска          | 1:2 | 1:2      | Квалификације за Светско првенство 2002. |
| 2. | 21. август 2002.   | Сарајево | Босна и Херцеговина | 0:1 | 0:2      | Пријатељска утакмица                     |

## Тренерска каријера
Крстајић је био је помоћник селектору репрезентације Србије Славољубу Муслину у квалификацијама за Светско првенство 2018. године, да би након Муслинове смене добио префикс „вршилац дужности” и водио тим по азијској турнеји где је репрезентација победила Кину (2:0) и ремизирала са Јужном Корејом (1:1). Уочи Нове 2018. године ФС Србије је одлучио да Крстајић постане нови селектор Србије и води национални тим на Мондијал у Русији.
Под Крстајићевим вођством, репрезентација Србије је на Светском првенству у Русији елиминисана након групне фазе. Остварена је победа над Костариком и порази од Швајцарске и Бразила. "Орлови" су затим, са Крстајићем на челу, освојили Групу 4 Лиге Ц Лиге нација, испред Румуније, Црне Горе и Литваније. То је дало другу шансу Србији да избори пласман на Европско првенство, ако то не учини путем квалификација. У квалификацијама за Европско првенство, репрезентација Србије је у првом колу освојила бод против Португала у Лисабону, а затим је доживела тежак пораз на гостовању Украјини (5:0). Три дана након овог пораза, Србија је у Београду савладала Литванију са 4:1 у трећем колу квалификација али то ипак није помогло Крстајићу да остане селектор. Званично је смењен са селекторске функције 13. јуна 2019. године. Крстајић је водио национални тим на 19 утакмица и остварио учинак од девет победа, пет ремија и пет пораза.
Дана 4. јануара 2021. је постављен за тренера ТСЦ-a из Бачке Тополе. На тој функцији је био до 19. октобра исте године када је смењен.
Крстајић је 9. децембра 2021. представљен као нови тренер Макабија из Тел Авива. Под његовим вођством Макаби је такмичарску 2021/22. завршио на трећем месту израелске Премијер лиге са 69 бодова, девет мање од шампиона Макабија из Хаифе. Крстајић је напустио клуб у мају 2023. пошто му је истекао уговор. Водио је Макаби на 30 утакмица и остварио је учинак од 18 победа, седам ремија и пет пораза.
У јулу 2022. године постављен је на функцију селектора репрезентације Бугарске. На свом дебију је савладао Гибралтар резултатом 5:1 у Лиги нација. Потом је славио и над Северном Македонијом резултатом 1:0, да би после тога добио и Кипар. У наредних девет утакмица Крстајић није успео да забележи победу, Бугарска се налазила на последњем месту у својој квалификационој групи за Европско првенство, након чега је добио отказ 26. октобра 2023. године.

## Административна каријера
Током лета 2011. Младен Крстајић је постао спортски директор Партизана, али је после јавно изнесених критика на рачун председника клуба Драгана Ђурића, смењен од Ђурићевог управног одбора крајем исте године.
У 2015. години Крстајић је постао нови председник ФК Радник из Бијељине. Клуб из Семберије је под његовим руководством остварио историјске резултате, освојио Куп БиХ и изборио премијерни наступ у Европи.

## Трофеји

### Партизан
- Првенство СР Југославије (3) : 1995/96, 1996/97, 1998/99.
- Првенство Србије (2) : 2009/10, 2010/11.
- Куп СР Југославије (1) : 1997/98.
- Куп Србије (1) : 2010/11.

### Вердер
- Првенство Немачке (1) : 2003/04.
- Куп Немачке (1) : 2003/04.

### Шалке
- Лига куп Немачке (1) : 2005.

## Приватан живот
Ожењен је Љубицом и има троје деце.  Бави се пољопривредом и производњом ракије.